# Totarol
Totarol es un meroterpeno, y más precisamente un terpenofenólico, un compuesto químico que es parte de terpeno y fenol naturales. Es un diterpeno producido de forma natural que es bioactivo como (+)-totarol. Fue aislado por primera vez por McDowell y Esterfield del duramen de Podocarpus totara, un tejo que se encuentra en Nueva Zelanda. Podocarpus totara fue investigado por sus moléculas únicas debido al aumento de la resistencia del árbol a la putrefacción. Estudios recientes han confirmado las propiedades de (+)-totarol como antimicrobianas y terapéuticas. En consecuencia, (+)-totarol es un candidato prometedor para una nueva fuente de drogas y ha sido el objetivo de numerosas síntesis.

## Producción natural
Aunque totarol fue aislado por primera vez en Podocarpus totara, (+) - totarol también ha sido identificado en numerosas otras especies de Podocarpaceae y Cupressaceae, con la mayoría encontrándose en la familia del Podocarpus del Podocarpaceae y la subfamilia Cupressoideae del Cupressaceae Fuera de Podocarpus y Cupressoideae, (+) - totarol rara vez se encuentran en el reino vegetal Sin embargo, (+) - totarol ha sido recientemente aislado en Salvia rosmarinus (romero). Las gimnospermas que contienen (+) - totarol se distribuyen en todo el mundo, pero se concentran en América del Norte, las regiones más al sur de América del Sur, el Este de Asia y el este de África.

## La actividad antimicrobiana
(+) - Totarol motiva la investigación en el descubrimiento de fármacos debido a su capacidad para inhibir numerosos microorganismos. (+) - Totarol presenta propiedades antimicrobianas en numerosas especies, incluyendo bacterias gram-positivas, bacterias resistentes al ácido-alcohol, nemátodos, protozoos parásitos, crustáceos (Tabla 1). Además de inhibir los microorganismos por sí mismo, (+) - totarol tiene exposiciones de sinergia inhibidora con fármacos antimicrobianos utilizados actualmente: (+) - totarol potencia la hidrazida de ácido isonicotínico contra diversos Mycobactiera.; la meticilina contra Mycobacterium tuberculosis y Staphylococcus aureus; el ácido anacárdico y la eritromicina contra Staphylococcus aureus. En la naturaleza, (+) - totarol es un jugador clave en la defensa de gimnospermas contra microbios nocivos: las gimnospermas que producen (+) - totarol son cada vez más resistentes a la descomposición.
TABLA 1 Actividad antibacteriana de (+) - totarol contra los microorganismos:
| Microorganismo                   | MIC (μg/ml) | IC50(μg/ml) |
| -------------------------------- | ----------- | ----------- |
| Artemia salina                   | -           | 1           |
| Bacterium ammoniagenes           | 0.78        | -           |
| Bacillus subtilis                | 1.56        | -           |
| Caenorhabditis elegans           | -           | 80          |
| Enterococcus faecalis            | 2           | -           |
| Klebsiella pneumoniae            | >32         | -           |
| Mycobacterium aurum              | 2           | 7.5         |
| Mycobacterium fortuitum          | 4           | 7.5         |
| Mycobacterium phlei              | 4           | 7.5         |
| Mycobacterium smegmatis          | 2           | 7.5         |
| Mycobacterium tuberculosis H37Rv | 21.1        | 7.5         |
| Leishmania donovani              | -           | 3.5         |
| Proprionibacterium acnes         | 3.9         | -           |
| Staphylococcus aureus ATCC 12598 | 1.56        | -           |
| Staphylococcus aureus ATCC 33591 | 0.78        | -           |
| Staphylococcus aureus ATCC 11632 | 0.78        | -           |
| Streptococcus mutans             | 0.78        | -           |
| Streptococcus pneumoniae         | 2           | -           |